# آمارواژگان
آمارواژگان (به انگلیسی: lexicostatistics) شگردی در زبان‌شناسی تطبیقی است که در آن درصد هم‌خانواده‌های واژگانی بین زبان‌ها را مقایسه می‌کنند تا رابطه آن‌ها را بفهمند. آمارواژگان با روش مقایسه مرتبط است اما در آن یک نیازبان بازسازی نمی‌شود. باید آمارواژگان را از گلوتوکرونولوژی متمایز دانست، که در آن از روش‌های آمارواژگان برای تخمین فاصله زمانی که دو یا بیشتر زبان از یک نیازبان قبلی مشترک جدا شده اند. بااین‌حال این صرفا فقط یکی از کاربردهای آمارواژگان است؛ کاربردهای دیگر آن ممکن است در فرضیه نرخ ثابت تغییر برای موارد واژگانی بنیادین مشترک نباشند.
اصطلاح «آمارواژگان» از این نظر گمراه‌کننده است که آمار استفاده نمی‌شود، بلکه از معادلات ریاضی استفاده می‌شود. ویژگی‌های دیگری از یک زبان غیر از واژگان هم می‌توان استفاده کرد، اگرچه غیرمعمول است. درحالیکه روش‌های مقایسه‌ای استفاده شده از ابتکارهای معین برای تعیین زیرگروه استفاده می‌کنند، آمارواژگان از آن‌ها استفاده نمی‌کند. آمارواژگان یک روش مبتنی‌برفاصله است، درحالیکه روش مقایسه‌ای به صورت مستقیم نویسه‌های زبانی را درنظر می‌گیرد. آمارواژگان نسبت به روش مقایسه‌ای یک فن ساده و سریع است، اما محدودیت‌هایی هم دارد. از طریق بررسی ضربی درخت‌های ایجاد شده توسط هر دو روش قابل تایید است.